# Trimerotropis sparsa
Trimerotropis sparsa es una especie de saltamontes perteneciente a la familia Acrididae. Se encuentra en Norteamérica.

## Hábitat
Trimerotropis sparsa habita principalmente en áreas erosionadas desnudas, particularmente en suelos suaves y finos en lavados, pendientes y áreas de tierras baldías. Pueden estar en ambientes casi desérticos hasta en zonas abiertamente boscosas.

## Biología
Trimerotropis sparsa pasa el invierno dentro de sus huevos enterrados en el suelo. Los adultos aparecen desde el verano hasta a principios de otoño.